# Petunioideae
Petunioideae är en underfamilj inom familjen potatisväxter. De flesta släktena förekommer i Central- och Sydamerika. Underfamiljen innehåller 13 släkten och cirka 160 arter, 45 av dem ingår i brunfelsiasläktet (Brunfelsia).

## Släkten
- Brunfelsiasläktet (Brunfelsia)
- Nierembergiasläktet (Nierembergia)
- Petuniasläktet (Petunia)

- Bouchetia
- Hunzikeria
- ×Petchoa

### Webbkällor
- Angiosperm Phylogeny Website
- Wikimedia Commons har media som rör Petunioideae.